# Campeonato Mundial de Ciclismo em Estrada de 2011
O LXXVIII Campeonato Mundial de Ciclismo em Estrada realizou-se em Copenhaga (Dinamarca) entre 19 e 25 de setembro de 2011, baixo a organização da União Ciclista Internacional (UCI) e a União Ciclista da Dinamarca.
O campeonato constou de corridas nas especialidades de contrarrelógio e de rota, nas divisões elite masculino, elite feminino e masculino sub-23; ao todo outorgaram-se seis títulos de campeão mundial.
As provas de contrarrelógio disputaram-se num circuito urbano traçado em parte-a norte da capital dinamarquesa e que teve como ponto de partida e de chegada a praça da Prefeitura. O circuito de estrada esteve localizado no município de Rudersdal, aproximadamente 20 km ao norte de Copenhaga.

## Calendário
| Evento                | Distância (km) | Dia   |
| --------------------- | -------------- | ----- |
| Contrarrelógio sub-23 | 35,2           | 19.09 |
| Contrarrelógio F      | 27,8           | 20.09 |
| Contrarrelógio M      | 46,4           | 21.09 |
| Estrada sub-23        | 168,0          | 23.09 |
| Estrada F             | 140,0          | 24.09 |
| Estrada M             | 266,0          | 25.09 |

## Países participantes
Participaram um total de 827 ciclistas (274 na categoria de masculino sub-23, 335 em masculino elite e 218 em feminino elite) de 63 federações nacionais filiadas à UCI.
| África (CAC)                                                                                    | América (COPACI) | Ásia (ACYC) | Europa (UEC) | Oceania (OCF)                                |
| ----------------------------------------------------------------------------------------------- | --- | --- | --- | -------------------------------------------- |
| Argélia (3/1/-) · Eritreia (4/4/-) · Marrocos (-/9/-) · África do Sul (5/-/4) · Tunísia (-/1/-) | Argentina (3/5/1) · Brasil (2/3/3) · Canadá (4/6/10) · Chile (1/3/1) · Colômbia (6/8/-) · Estados Unidos (10/10/10) · Guiana (-/-/1) · México (-/-/1) · Panamá (2/-/-) · São Cristóvão e Neves (-/-/1) · Venezuela (5/7/4) | Hong Kong (3/-/-) · Irão (2/3/-) · Japão (-/3/1) · Cazaquistão (10/10/1) · Quirguistão (-/1/-) · Malásia (2/-/-) · Singapura (-/-/1) · Síria (-/-/2) · Tailândia (-/-/3) · Taiwan (-/-/3) · Uzbequistão (1/-/-) | Albânia (2/2/-) · Alemanha (10/16/9) · Andorra (-/1/-) · Áustria (7/5/3) · Azerbaijão (-/-/1) · Bélgica (12/17/12) · Bielorrússia (5/6/3) · Dinamarca (10/8/5) · Eslováquia (1/6/-) · Eslovênia (6/9/6) · Espanha (11/14/6) · Estónia (-/4/3) · Finlândia (-/1/1) · França (11/17/9) · Grécia (2/1/-) · Hungria (1/2/1) · Irlanda (4/4/1) · Itália (11/18/12) · Letônia (7/2/-) · Lituânia (-/5/7) · Luxemburgo (1/7/4) · Noruega (11/7/7) · Países Baixos (12/15/12) · Polónia (10/9/6) · Portugal (6/9/-) · Reino Unido (11/13/9) · Chéquia (4/5/2) · Roménia (-/1/-) · Rússia (10/10/13) · Sérvia (2/2/-) · Suécia (9/6/12) · Suíça (8/6/5) · Turquia (4/3/-) · Ucrânia (7/10/6) | Austrália (12/17/13) · Nova Zelândia (4/6/3) |

## Resultados

### Masculino
- Contrarrelógio

| Posto  | Ciclista          | País        | Tempo    |
| ------ | ----------------- | ----------- | -------- |
| Ouro   | Tony Martin       | Alemanha    | 53:43,85 |
| Prata  | Bradley Wiggins   | Reino Unido | 54:59,68 |
| Bronze | Fabian Cancellara | Suíça       | 55:04,44 |

- Estrada

| Posto  | Ciclista       | País        | Tempo   |
| ------ | -------------- | ----------- | ------- |
| Ouro   | Mark Cavendish | Reino Unido | 5:40:27 |
| Prata  | Matthew Goss   | Austrália   | 5:40:27 |
| Bronze | André Greipel  | Alemanha    | 5:40:27 |

### Feminino
- Contrarrelógio

| Posto  | Ciclista        | País          | Tempo    |
| ------ | --------------- | ------------- | -------- |
| Ouro   | Judith Arndt    | Alemanha      | 37:07,38 |
| Prata  | Linda Villumsen | Nova Zelândia | 37:29,11 |
| Bronze | Emma Pooley     | Reino Unido   | 37:31,51 |

- Estrada

| Posto  | Ciclista            | País          | Tempo   |
| ------ | ------------------- | ------------- | ------- |
| Ouro   | Giorgia Bronzini    | Itália        | 3:21:28 |
| Prata  | Marianne Vos        | Países Baixos | 3:21:28 |
| Bronze | Ina-Yoko Teutenberg | Alemanha      | 3:21:28 |

### Sub-23
- Contrarrelógio

| Posto  | Ciclista        | País      | Tempo    |
| ------ | --------------- | --------- | -------- |
| Ouro   | Luke Durbridge  | Austrália | 42:47,13 |
| Prata  | Rasmus Quaade   | Dinamarca | 43:22,81 |
| Bronze | Michael Hepburn | Austrália | 43:33,60 |

- Estrada

| Posto  | Ciclista      | País        | Tempo   |
| ------ | ------------- | ----------- | ------- |
| Ouro   | Arnaud Démare | França      | 3:52:16 |
| Prata  | Adrien Petit  | França      | 3:52:16 |
| Bronze | Andrew Fenn   | Reino Unido | 3:52:16 |

## Medalheiro
| 1 | Alemanha      | 2 | 0 | 2 | 4  |
| 2 | Reino Unido   | 1 | 1 | 2 | 4  |
| 3 | Austrália     | 1 | 1 | 1 | 3  |
| 4 | França        | 1 | 1 | 0 | 2  |
| 5 | Itália        | 1 | 0 | 0 | 1  |
| 6 | Dinamarca     | 0 | 1 | 0 | 1  |
|   | Nova Zelândia | 0 | 1 | 0 | 1  |
|   | Países Baixos | 0 | 1 | 0 | 1  |
| 9 | Suíça         | 0 | 0 | 1 | 1  |
|   | TOTAL         | 6 | 6 | 6 | 18 |